# Horsens hamn
Horsens hamn är en hamn i Horsens, Danmark. Hamnen hanterar 600-900 000 ton varor per år. Hamnen ägs av Horsens kommun. Den låg ursprungligen längs Bygholm å, men ligger numera vid kusten.